# Târnava Mică
Târnava Mică (węg. Kis–Küküllő, niem. Kleine Kokel) – rzeka w zachodniej Rumunii, w Siedmiogrodzie, na Wyżynie Transylwańskiej. Wypływa z pasma górskiego Munții Gurghiu i koło Blaju łączy się z Târnavą Mare. Po połączeniu płynie dalej do Mihalț, gdzie uchodzi do Maruszy. Târnava jest nazwą pochodzącą od słowiańskiego określenia ciernista rzeka. Węgierska nazwa Küküllő pochodzi od starotureckiego słowa kukel, oznaczającego tarninę, które przypuszczalnie poprzez Awarów trafiło do języka węgierskiego.

## Geografia
Târnava Mică wypływa ze zboczy góry Bucin na wysokości 1150 m n.p.m. i koło Blaju łączy się z Târnavą Mare.
Przepływa przez obszar okręgów Hargita, Marusza i Alba. Ta niewielka rzeka często przybierała w wyniku gwałtownych opadów i zalewała nadrzeczne wsie i należące do nich pola. Największy przepływ (630 m³/s – większy niż średni przepływ u ujścia Odry) zanotowano w lipcu 1975 r. Od 2002 r. prowadzone są prace przy wzmacnianiu chroniących wsie wałów przeciwpowodziowych. W celu zmniejszenia niebezpieczeństwa wywoływanego przez powodzie w Bezidu Nou wybudowano zbiornik wodny. Jego ostateczne napełnianie zakończyło się w 1994 r. 

## Miejscowości nad rzeką
Następujące miejscowości położone są nad rzeką w kierunku od źródła do ujścia:
Praid, Sovata, Sărățeni, Chibed, Ghindari, Sângeorgiu de Pădure, Fântânele, Bălăușeri, Coroisânmărtin, Suplac, Mica, Gănești, Târnăveni, Adămuș, Crăiești, Cetatea de Baltă, Jidvei, Șona, Sâncel, Blaj.

## Galeria

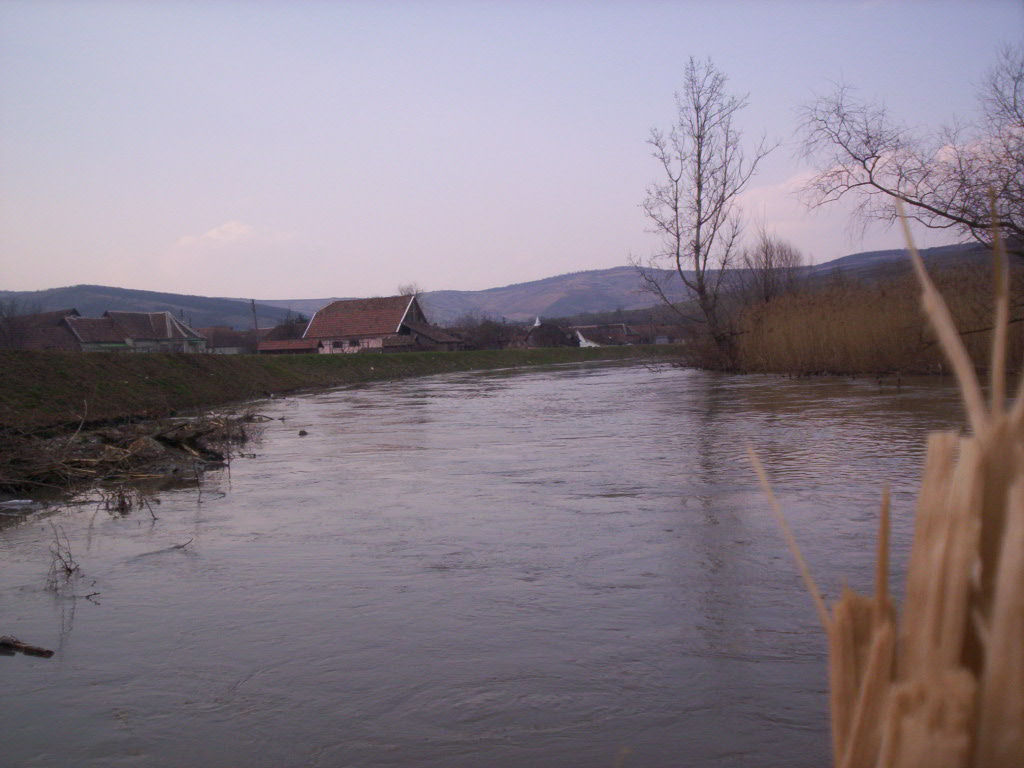
Târnava Mică koło Crăiești
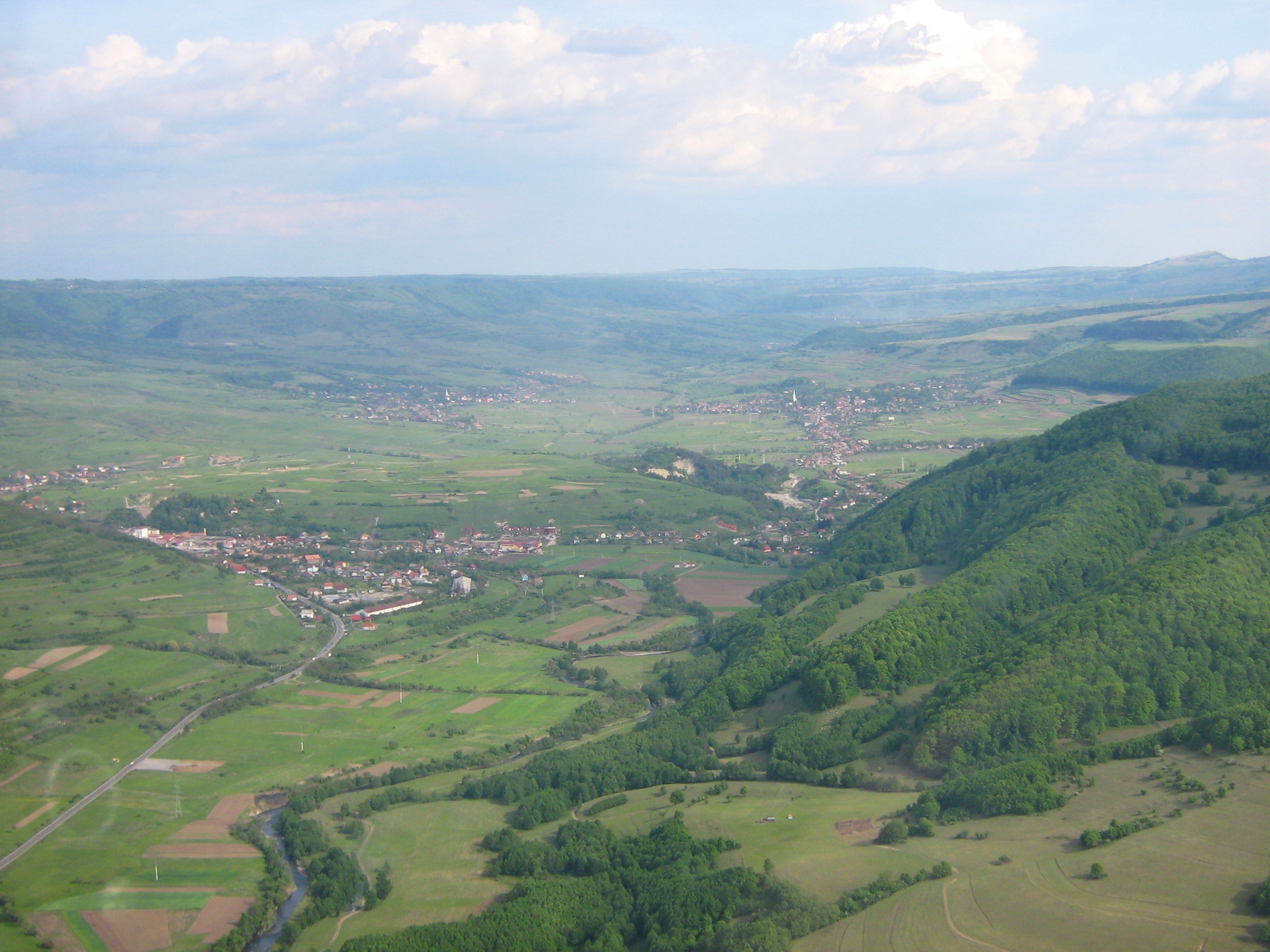
Dolina Târnavy Mică w okolicach Praidu
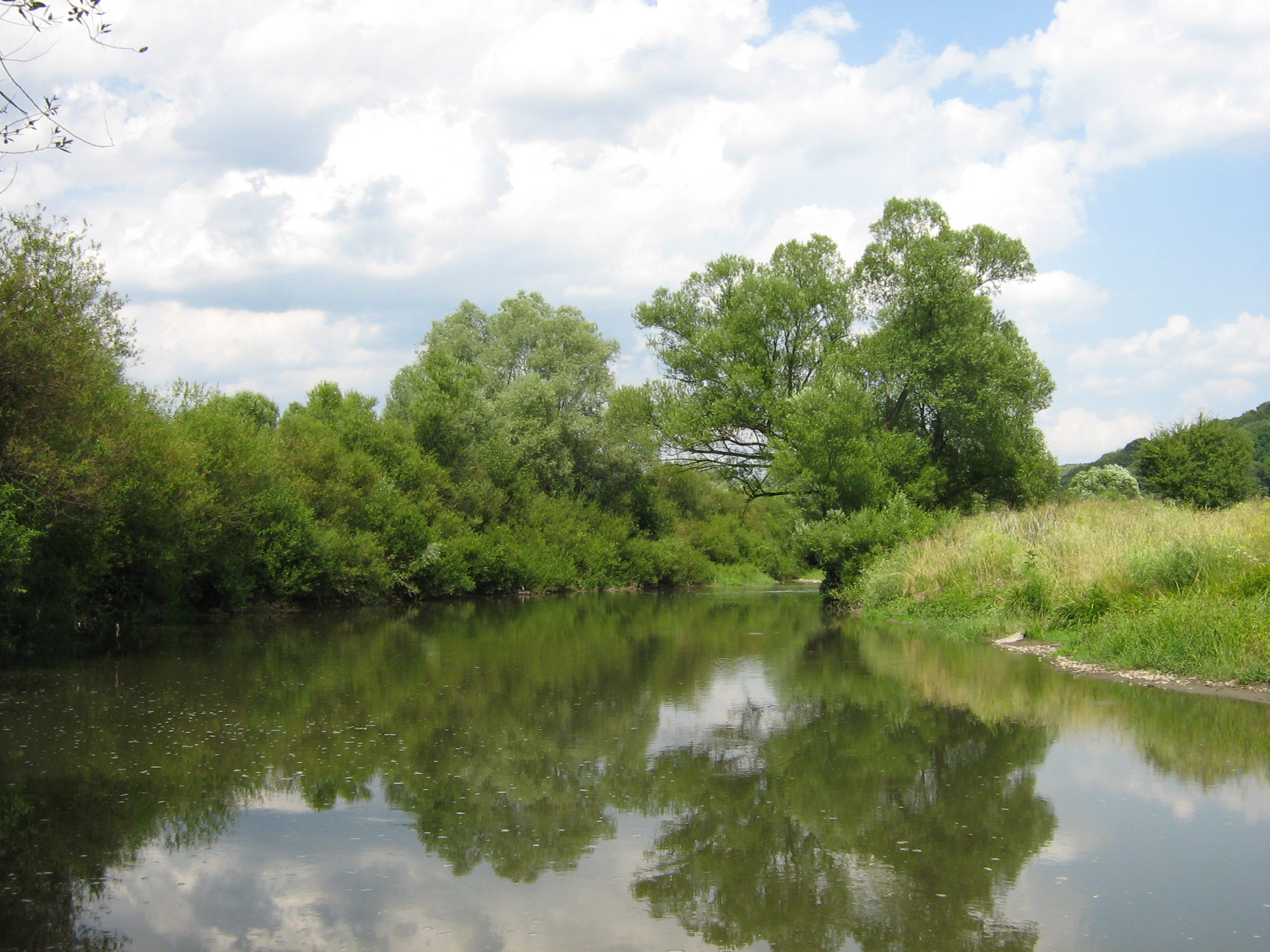
Dolina Târnavy Mică między Chibed i Ghindari